# Terror! Il castello delle donne maledette
Terror! Il castello delle donne maledette, conosciuto anche come Il castello della paura, è un film del 1974 diretto da Robert H. Oliver, pseudonimo di Dick Randall, o secondo altre fonti di Ramiro Oliveros.
È un film horror fantascientifico con una vena erotica (grazie ad alcune scene di nudo) e d'exploitation, ennesimo libero riadattamento della storia di Frankenstein di Mary Shelley, in cui il conte Frankenstein dà vita a una nuova creatura, che stavolta chiama Goliath, dai resti di un uomo di Neandertal.

## Trama
Un uomo di Neandertal viene linciato dagli abitanti di un villaggio e il conte Frankenstein utilizza il suo corpo per ricreare un mostro, che chiama Goliath.
Cercando di evitare di essere scoperta dalle autorità e dagli abitanti del luogo, la sua creatura fugge e semina il terrore.

## Produzione
Il film fu una produzione italiana a basso costo della Classic Films International. Nonostante questo nel cast figurano due attori all'epoca famosi a livello internazionale, l'italiano Rossano Brazzi (come protagonista) e il britannico Edmund Purdom.
L'identità del vero regista, che si firmò con lo pseudonimo di Robert H. Oliver, è oggetto di disputa: alcuni attribuiscono il film allo statunitense Dick Randall, altri a Ramiro Oliveros (attore spagnolo), altri ancora ipotizzano William Rose, Oscar Brazzi (fratello di Rossano, fece da produttore non accreditato) o il direttore della fotografia Mario Mancini, che aveva diretto due anni prima Frankenstein 80, un film con atmosfere simili.

## Distribuzione
Il film fu distribuito in Italia il 19 febbraio 1974 col titolo Terror! Il castello delle donne maledette, in Germania Ovest il 31 maggio 1974 (col titolo Die Leichenfabrik des Dr. Frankenstein), negli Stati Uniti nel gennaio 1975, il 26 marzo 1975 in Francia (come Le château de l'horreur) e il primo aprile 1977 in Finlandia (come Frankensteinin hirviöt).
Il film fu distribuito anche coi titoli:
- Il castello della paura
- Dr. Frankenstein's Castle of Freaks (video, USA)
- Frankenstein's Castle of Freaks (versione doppiata, USA)
- The House of Freaks
- The Monsters of Dr. Frankenstein
- Monsters of Frankenstein
- Terror
- Terror Castle
- Frankenstein's Castle (video, Gran Bretagna)

Le scene di nudo vennero tagliate in alcune distribuzioni.
La pellicola è entrata nel pubblico dominio negli Stati Uniti.
La Magnum Video distribuì il film in VHS negli anni ottanta negli Stati Uniti col titolo Dr. Frankenstein's Castle of Freaks.
È stato distribuito in DVD dalla Something Weird video e dalla Shout! Factory, come parte della sua linea dedicata allo spettacolo televisivo Elvira Movie Macabre, dove il film non è censurato differentemente dalla trasmissione originale.
Nel gennaio 2009 è stato anche presentato con un commento audio aggiuntivo dalla Cinematic Titanic.

## Accoglienza

### Incassi
Il film incassò 51.005.000 di lire dell'epoca.

### Critica
Considerato dai più uno dei peggiori film di Frankenstein mai realizzati, guadagnò una certa notorietà tra gli appassionati del genere quando fu trasmesso all'interno della serie tv statunitense Elvira's Movie Macabre nel 1984.
Fantafilm scrive che si tratta di un "ennesimo e inguardabile riadattamento della storia di Frankenstein" e che "non si può fare a meno di deplorare l'insensato coinvolgimento di Rossano Brazzi nel ruolo del conte Frankenstein e di Edmund Purdom in quello del prefetto Ewing."